# 杜博韋 (科韋利區)
51°15′48″N 24°40′47″E / 51.26333°N 24.67972°E
杜博韋（烏克蘭語：Дубове），是烏克蘭的村落，位於該國西部沃倫州，由科韋利區負責管轄，始建於1543年，面積21.84平方公里，海拔高度173米，2001年人口1,454，人口密度每平方公里788.93人。